# 恋のアタック学園
『恋のアタック学園』（こいのアタックがくえん、原題：Screwballs）は、1983年公開のカナダのティーン向けセックスコメディ映画。
1982年製作のコメディ映画『ポーキーズ』の成功に触発されて、製作された。

## あらすじ
1965年、タフト&アダムス高校に通う5人の落ちこぼれ男子生徒たち（スクリューボールズ）が、学園一の美少女のピューリティ・ブッシュに騙されたことで、校長に叱られ、居残りをさせられる。復讐を企んだ彼らは、彼女の裸を見ようと奮闘する。

## キャスト
- リック・マッケイ - ピーター・ケレハン（英語版）
- ピューリティ - Lynda Speciale
- リンダ・シェイン（英語版）
- ブレント・ヴァン・デュセン三世 - Kent Deuters
- メルビン - ジェイソン・ウォーレン
- ティム - ジム・コバーン
- ホーウィ - アラン・ダブー

## 製作
ポスターのデザインを担当したジム・ウィノースキーは、『MAD』誌からインスピレーションを得たと語っている。リンダ・シェインがポスターのブロンド女性のモデルとなった。

## 評価

### 批判
バラエティ誌は、この映画を「貧乏人の『ポーキーズ』」と呼び、「...若気の至りで、見るのは全く苦にならないが、その前提やトーンがあまりにも、モデル（となった『ポーキーズ』）と近いので、どうしても否定的に比較されてしまうことは避けられない」と指摘した。Metacriticでは、映画は7本のレビューに基づいて100点満点中34点のスコアとなっている。

## 公開
この映画は、1983年4月にニューワールド・ピクチャーズによってアメリカで劇場公開された。

### 興行収入
興行収入は2,082,215ドルであった。

### 続編
その後、本作は続編となる『オタンコ学園』（1985年）と『ハレンチ・ボーイ/初体験どっきりアルバイト』（1988年）の2本が製作された。